# Cầu Calmette
Cầu Calmette bắc qua kênh Bến Nghé, hướng đi từ đường Calmette thuộc Quận 1 sang đường Đoàn Văn Bơ thuộc địa phận Quận 4, Thành phố Hồ Chí Minh. Cầu Calmette cũ được tháo dỡ vào năm 2006 để xây dựng cầu mới, đến ngày 20 tháng 1 năm 2009 thì thông xe trở lại. Cầu Calmette mới có chiều dài 300 mét, rộng 22 mét, thiết kế với 6 làn xe, ở giữa là nút giao thông lớn cho các làn xe lên xuống sáu nhánh cầu, bốn nhánh cầu phụ để xe lên xuống Đại lộ Mai Chí Thọ – Võ Văn Kiệt hoàn thành vào tháng 3 năm 2009. Cầu Calmette góp phần cho hướng lưu thông từ Quận 1 sang Quận 4 được thông thoáng hơn, đồng thời giải tỏa bớt áp lực giao thông trên đường Hàm Nghi và Nam Kỳ Khởi Nghĩa về Quận 4 và Quận 7.